# Changavi, Gubbi
Changavi là một làng thuộc tehsil Gubbi, huyện Tumkur, bang Karnataka, Ấn Độ.